# جامعة فيليسيان
جامعة فيليسيان هي جامعة كاثوليكية خاصة لها حرمين جامعيين في نيو جيرسي، أحدهما في لودي والآخر في رذرفورد. تم تأسيسها باسم مدرسة الحبل بلا دنس من قبل الأخوات فيليسيان في عام 1923م، وغيرت الجامعة أسماءها عدة مرات في تاريخها، وآخرها في عام 2015 إلى جامعة فيليسيان. في العام الدراسي 2016-2017 كان الالتحاق 1،996 من الطلاب الجامعيين، من بينهم حوالي 1،626 طلاب الليسانس. وكان 21 في المائة من الرجال و 79 في المائة من النساء.

## الحرم الجامعي
تقع جامعة فيليسيان على بعد 12 ميلاً (19 كم) من مدينة نيويورك، ولها موقعان في مقاطعة بيرغن، نيو جيرسي، في بلدتي لودي وروذرفورد. تبعد هذه الحرم الجامعية حوالي 3 أميال (4.8 كم)، مع خدمة نقل منتظمة تعمل بينهما طوال النهار وساعات المساء. يضم حرم رذرفورد أيضًا صالة للألعاب الرياضية ومقهى وغرفة ألعاب في وقت متأخر من الليل.

## المرافق
تضم الجامعة من المرافق ما يلي:
- مسرح جون جيه بريسلين
- المكتبة - تحتل مكتبة الحرم الجامعي لودي مبنى على الطراز الدولي وتضم مجموعات مطبوعة وتسجيلات صوتية ووسائط مرئية بتنسيق رقمي. ثلاثة مستويات تحتوي على معلومات عامة، وغرفة قراءة، وأكوام كتب، ومساحات للمجموعة بالإضافة إلى الدراسة الهادئة، ومختبرين للكمبيوتر. يقدم أكثر من 115000 كتاب، و 360 دورية مطبوعة، و 20000 مجلة على الإنترنت، و 43000 كتاب إلكتروني، و 80.000 نموذج مصغر، وجهات نظر تاريخية وحالية قوية لدعم المناهج الدراسية. توفر المكتبة أيضًا مجموعة واسعة من الموارد عبر الإنترنت، والتي يمكن الوصول إليها على شبكة كمبيوتر الحرم الجامع ، وكذلك خارج الحرم الجامعي باستخدام معرف شبكة الكلية وكلمة المرور. تجمع مكتبة مواد المنهج الدراسي ومركز التكنولوجيا، الموجود في حرم رذرفورد، أدب الأطفال والكتب المدرسية وأدلة المناهج والدوريات والمواد التعليمية الأخرى المناسبة للاستخدام في الفصل.[7] يبدأ برنامج تعليم محو الأمية المعلوماتية النشط من خلال علاقات المكتبات ببرنامج خبرة سنة المبتدئين.

## الاعتماد
تم اعتماد الجامعة من قبل لجنة الولايات الوسطى للتعليم العالي. يوجد أيضًا اعتماد متخصص لبرامج التمريض والتدريس:
- لجنة تعليم التمريض الجامعي:
  - التمريض (CNURED) - برامج تعليم التمريض على مستويات درجة البكالوريا
  - التمريض (CNURED) - برامج تعليم التمريض على مستوى الدراسات العليا
- مجلس اعتماد تعليم المعلمين:
  - مجلس اعتماد تعليم معلمي البكالوريا (BTEAC) - برامج البكالوريا
  - مجلس اعتماد تعليم الخريجين (GTEAC) - برامج الدراسات العليا[8]